# 平和観世音 (竹内久一)
『平和観世音』（へいわかんぜおん）は、竹内久一による青銅像。旧称は『戦勝観世音』（せんしょうかんぜおん）。

## 概要
竹内久一が原型を作成し、鈴木鉄工所により鋳造された像である。日露戦争にて旧遠江国から出征して戦没した1059柱を追悼するために建立された。明治年間（1868年～1912年）の古典的造形理念が息づく作品として知られ、竹内の代表作の一つとされる。

## 沿革

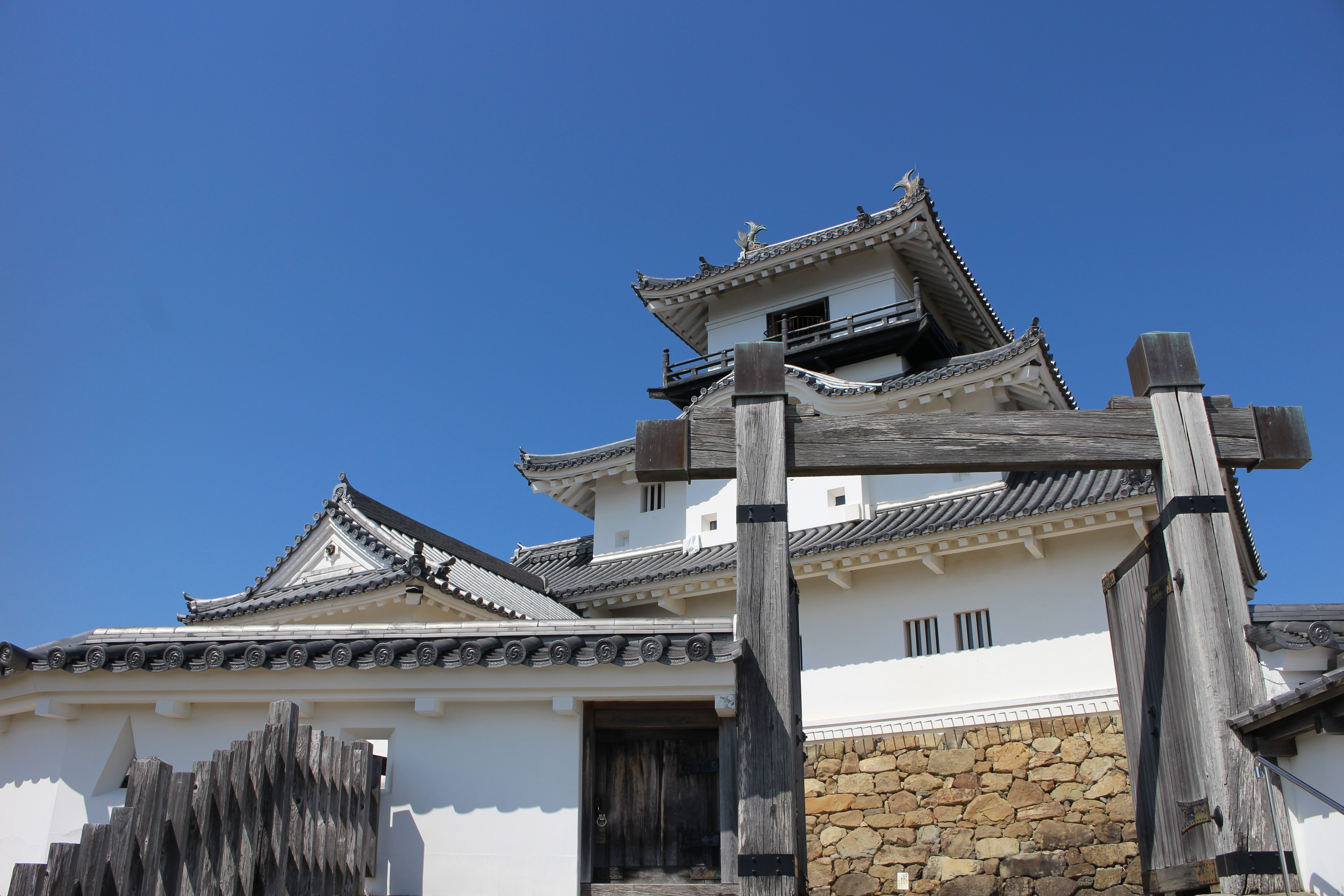
かつて『平和観世音』が建立されていた掛川城。天守（奥）の復元にともない、富士見台霊園に遷された

日露戦争が終結すると、遠江国報徳社社長の岡田良一郎は、旧遠江国一帯の戦没者1059柱を追悼するために観世音菩薩像の建立を提唱した。これに賛同した掛川報徳婦人積善会が広く呼び掛けた結果、旧遠江国を中心に多数の寄附が集まった。これを受け、岡田と掛川報徳婦人会が発起人となり、東京美術学校教授の竹内久一が原型を作成し、鈴木鉄工所により鋳造された。なお、主な材料は青銅である。ただし、旧遠江国を中心に全国から古鏡や貨幣などといった金属も寄贈されており、これらも材料として鋳造されている。1907年（明治40年）、掛川城の天守台跡に『戦勝観世音』として建立された。旧遠江国から出征した日露戦争戦没者を追悼する像として、静岡県小笠郡掛川町の町民の手で維持されてきた。また、寺院ではないにもかかわらず、遠江三十三観音霊場の番外一札所にも選定された。それにともない、御詠歌も制定されるなど、人々の信仰を集めるようにもなった。
太平洋戦争が始まると、金属類回収令に基づき『戦勝観世音』を供出するよう軍部や静岡県庁から勧告される。しかし、掛川町の町長である鈴木理一郎は、戦没者遺族の心情を慮って供出に強硬に反対した。その結果、『戦勝観世音』は供出を免れたまま終戦を迎えた。太平洋戦争後、『戦勝観世音』は『平和観世音』に改名された。1957年（昭和32年）には、大日本報徳社社長の河井彌八と掛川市の市長である鈴木理一郎を祭主とし、曹洞宗管長の高階瓏仙を導師に迎えて建立五十周年記念大法要が挙行された。その後、掛川城の天守が復元されることになったため、1989年（平成元年）4月に富士見台霊園に遷された。

## 影響
静岡県小笠郡掛川町の中心にあたる掛川城天守台跡に建立されていたことから、掛川町、および、その後身の掛川市のシンボルの一つとして親しまれてきた。たとえば、静岡県立掛川西高等学校の学校新聞『掛川西高新聞』の題字にはこの『平和観世音』のイラストが描かれていた。なお、静岡県立掛川西高等学校が男女共学化されたことを記念し、題字にスカートを穿いた『平和観世音』のイラストが描かれたこともあったという。

### 註釈
1. ↑  遠江国報徳社は、1911年に大日本報徳社に改組された。
2. ↑  東京美術学校は、東京音楽学校と統合され、1949年に東京芸術大学が設置された。
3. ↑  静岡県小笠郡掛川町は、曽我村、東山口村を編入し、1954年に掛川市を設置した。

## 関連人物
- 岡田良一郎
- 河井彌八
- 鈴木理一郎
- 高階瓏仙
- 竹内久一